# NGC 5204
NGC 5204 est une petite galaxie spirale magellanique rapprochée et située dans la constellation de la Grande Ourse.  Sa vitesse par rapport au fond diffus cosmologique est de 322 ± 8 km/s, ce qui correspond à une distance de Hubble de 4,74 ± 0,35 Mpc (∼15,5 millions d'al). NGC 5204 a été découverte par l'astronome germano-britannique William Herschel en 1787.
NGC 5204 a été utilisée par Gérard de Vaucouleurs comme une galaxie de type morphologique SA(s)m dans son atlas des galaxies,.
La classe de luminosité de NGC 5204 est V et elle présente une large raie HI. Elle renferme également des régions d'hydrogène ionisé.
En raison d'une brillance de surface égale à 14,24 mag/am2, on peut qualifier NGC 5205 de galaxie à faible brillance de surface (LSB en anglais pour low surface brightness). Les galaxies LSB sont des galaxies diffuses (D) avec une brillance de surface inférieure de moins d'une magnitude à celle du ciel nocturne ambiant.

## Distance de NGC 5204
La vitesse radiale (201 km/s) de NGC 5204, ainsi que celle des cinq autres galaxies du groupe de NGC 5457 (le groupe de M101 selon A. M. Garcia), sont trop faibles et on ne peut utiliser la loi de Hubble-Lemaître pour déterminer leur distance à partir du décalage vers le rouge. Cependant, 22 mesures non basées sur le décalage vers le rouge (redshift) ont été réalisées à ce jour pour cette galaxie et la moyenne de celles-ci donnent une distance de 5,245 ± 0,998 Mpc (∼17,1 millions d'al). Notons que c'est avec la valeur moyenne des mesures indépendantes, lorsqu'elles existent, que la base de données NASA/IPAC calcule le diamètre d'une galaxie.

## Source X ultralumineuse
Une des plus remarquables caractéristiques de NGC 5204 est une source X ultralumineuse (ULX) très puissante découverte au début des années 1980 par l'observatoire Einstein. Cette source (NGC 5204 X-1) est située aux coordonnées 13h 29m 38,62s et 58° 25′ 05,5″ et sa luminosité est d'environ 5,2 x 1032 watts. Cette puissance est largement supérieure à celle produite par un trou noir de masse stellaire et comme cette source est à environ 15 secondes d'arc du centre galactique, elle ne peut pas être alimentée par un noyau actif de galaxie. Depuis sa découverte, NGC 5204 X-1 a fait l'objet de plusieurs études pour tenter de déterminer le mécanisme alimentant cet ULX ainsi que ceux d'autres ULX connus. Les plus récentes études de NGC 5204 X-1 ont utilisé les données de l'observatoire de rayons X Chandra pour scruter cette en détail et on a définitivement exclu la possibilité que sa luminosité inhabituelle puisse provenir de plusieurs sources,,.
L'hypothèse la plus plausible quant à la nature de la source de rayon X de NGC 5204 X-1 est un trou noir de masse intermédiaire dont la masse pourrait atteindre environ de 100 à 100 000 {\displaystyle M_{\odot }},,,.

### Contrepartie optique
En 2001, on a découvert la contrepartie optique de NGC 5204 X-1 en utilisant les données de Chandra et une série d'observations réalisées dans le spectre visible avec le télescope spatial Hubble. La magnitude apparente de cette source est égale à 19,7 ce qui correspond à une magnitude absolue de -8,9 à la distance estimée (5,245 Mpc) de NGC 5204. Cette source est fort probablement une étoile supergéante de type B ou de type O. Une étude réalisée en 2003 qui a effectué une analyse détaillée du spectre de la source optique a déterminé que sa température de surface est très probablement inférieure à 25 000 K. Si ce résultat est exact, cela signifie que la contrepartie optique est une supergéante de type BO dont la masse et le rayon sont respectivement de 25 {\displaystyle M_{\odot }} et de 30 {\displaystyle R_{\odot }},. La source X et la contrepartie optique sont situées près du centre d'un vaste vide dans le milieu interstellaire de plus de 150 parsecs (490 années-lumière) de diamètre. Ce vide provient probablement du vent stellaire extrêmement puissant de cette étoile,.
Cependant, la découverte de cette étoile massive a jeté un doute sur l'hypothèse dominante selon laquelle NGC 5204 X-1 est généré par le disque d'accrétion d'un trou noir. Un calcul des orbites d'un tel système binaire avec les masses impliquées prévoit une période orbitale de 200 à 300 heures. Une étude réalisée en 2006 n'a trouvé aucune preuve d'une variation périodique de la luminosité des rayons X. Cette étude a donc proposé une hypothèse alternative selon laquelle la source des rayons X proviendrait de la couronne de l'étoile supergéante. Cette couronne serait en mesure de générer une puissance source X grâce à l'extrême luminosité de l'étoile mère. Les étoiles supergéantes connaissent également de grandes variations de luminosité plus ou moins aléatoires, ce qui réchaufferait leur couronne à des degrés divers et expliquerait les changements observés dans la force d'émission des rayons X,. On ne sait toujours pas laquelle de ces hypothèses est la bonne et l'origine des autres sources ULX reste inconnu

## Groupe de NGC 5457
Selon A.M. Garcia, la galaxie NGC 5204 fait partie d'un groupe de galaxies qui compte au moins six membres, le groupe de NGC 5457 qui est en fait la galaxie M101. Les autres membres du groupe de M101 de Garcia sont NGC 5457, NGC 5474, NGC 5477, NGC 5585 et UGC 8837.
D'autre part, dans un article publié en 1998, Abraham Mahtessian indique que NGC 5204 fait aussi partie du groupe de M101, mais sa liste est beaucoup plus vaste, car elle renferme 80 membres. Plusieurs galaxies de la liste de Mahtessian se retrouvent également dans d'autres groupes décrit par A.M. Garcia, soit le groupe de NGC 3631, le groupe de NGC 4051, le groupe de M109 (NGC 3992), le groupe de NGC 4051, le groupe de M106 (NGC 4258) et le groupe de NGC 5457.
Plusieurs galaxies de ces six groupes de Garcia ne figurent pas dans la liste du groupe de M101 de Mahtessian. Il y a plus de 120 galaxies différentes dans les listes des deux auteurs. Puisque la frontière entre un amas galactique et un groupe de galaxie n'est pas clairement définie (on parle de 100 galaxies et moins pour un groupe), on pourrait qualifier le groupe de M101 d'amas galactique contenant plusieurs groupes de galaxies.
Les groupes de M101 font partie de l'amas de la Grande Ourse, l'un des amas galactiques du superamas de la Vierge.